# Жуліанна да Сілва
Жуліанна да Сілва  (порт. Juliana, 22 липня 1983) — бразильська пляжна волейболістка, олімпійська медалістка.

## Виступи на Олімпіадах
| Олімпіада   | Дисципліна       | Місце |
| ----------- | ---------------- | ----- |
| Лондон 2012 | пляжний волейбол | 3     |